# Palpita freemanalis
Palpita freemanalis es una especie de polillas perteneciente a la familia Crambidae descrita por Eugene G. Munroe en 1952.
Se encuentra en Norteamérica donde se ha registrado en los Estados de Alabama, Illinois, Indiana, Louisiana, Maryland, Misisipi, Carolina del Norte, Oklahoma, Carolina del Sur, Tennessee y Texas.
La envergadura es de 20–22 mm. Hay dos formas distintas; la de principios de primavera es gris pardo oscuro y más grande que la forma de verano, que es de color naranja amarillento. Los adultos se han registrado de marzo a septiembre, con la mayoría de los registros en agosto.